# St. Antonius (Alstaden)

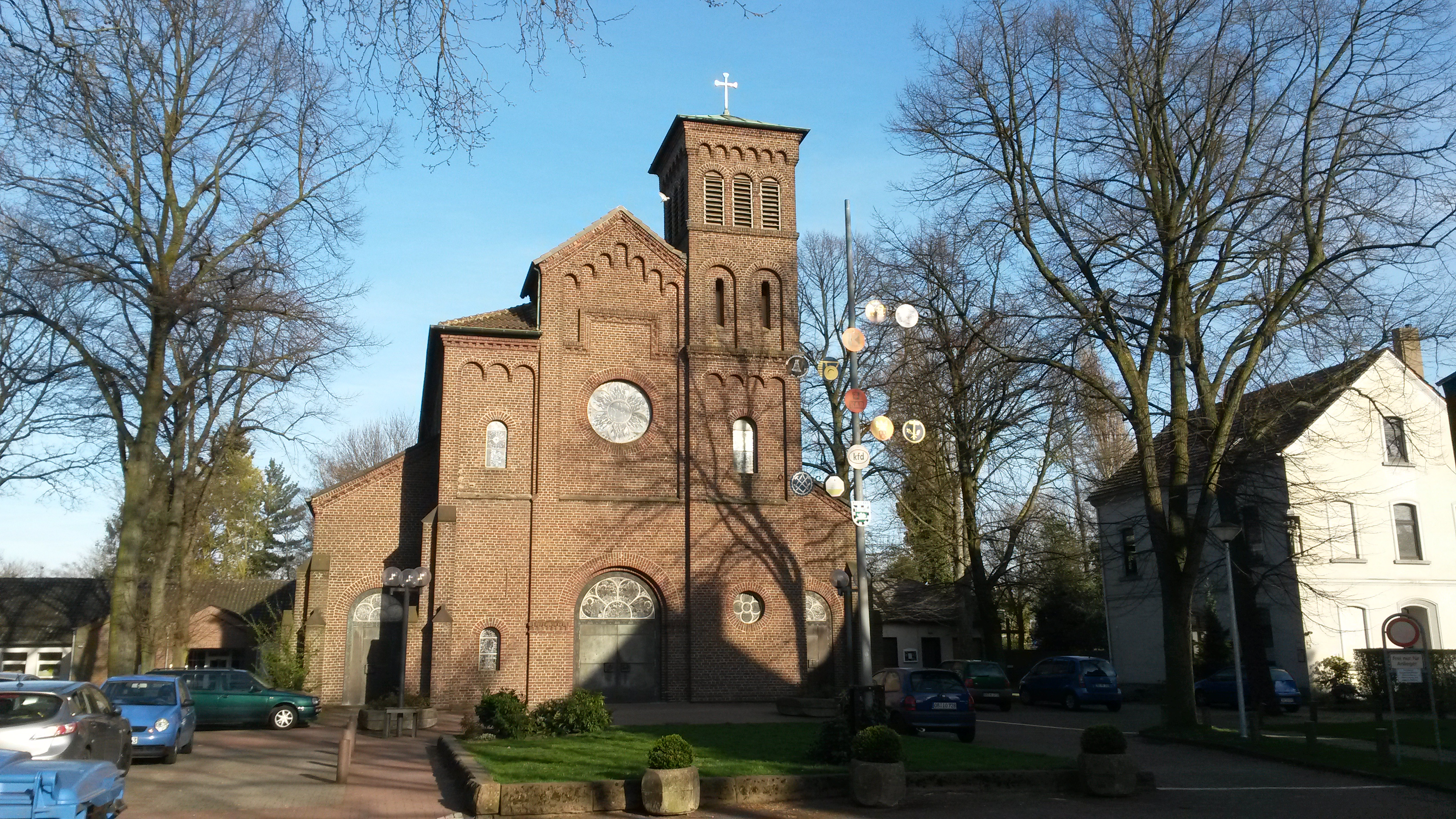
Westansicht

Die St.-Antonius-Kirche ist eine römisch-katholische Kirche in der Ortschaft Alstaden an der Ruhr, einem Stadtteil von Oberhausen. Seit dem 22. April 2007 ist das dem heiligen Antonius von Padua geweihte Gotteshaus eine von vier Kirchen der Großpfarrei Herz Jesu Oberhausen und die Hauptkirche des Pfarrbezirks Alstaden. Sie ist bekannt für ihre Kirchenfenster, die ab 1979 durch die Künstlerin Hildegard Bienen entworfen wurden.

## Lage
Die Antoniuskirche liegt auf einem zurückgelegenen Platz, umgeben von anderen Gebäuden der Gemeinde, an der Bebelstraße, der Hauptstraße Alstadens, direkt in der Ortsmitte. Ihre Adresse ist Antoniusplatz 2.

## Geschichte
Alstaden war in der Reformation mit der gesamten Herrschaft Broich evangelisch geworden. Lange Zeit war die Schlosskirche der Herren von Styrum die einzige katholische Kirche der Umgebung. Seit 1763 gehörte das Dorf zur wiedererrichteten Pfarrei St. Marien, deren Kirche weiterhin bei Schloss Styrum lag. Zunächst war der katholische Bevölkerungsanteil niedrig: 1809 zählte man 12 katholische Einwohner, ihre Zahl erhöhte sich bis 1864 auf 874. Seit 1821 gehörten alle Ortschaften südlich der Emscher zum Erzbistum Köln.
Für die angewachsenen Gemeinden in Alstaden, Styrum und Dümpten errichtete man 1864 in Unterstyrum eine Notkirche. Der Pfarrbezirk dieser Kirche wurde 1889 als St. Joseph Styrum zur eigenen Pfarrei erhoben. Alstaden, das zu diesem Zeitpunkt zwar einen recht großen katholische Bevölkerungsanteil und seit 1875 mit der Antoniusschule eine katholische Grundschule aufzuweisen hatte, musste lange für seine eigene Kirche kämpfen. Bereits am 7. Mai 1882 wurde der St.-Marien-Knappenverein gegründet, der sich darum bemühte, eine Pfarrstelle in Alstaden einzurichten.
Doch erst im Jahr 1896 begannen die Bauarbeiten zur heutigen Antoniuskirche, die 1897 fertiggestellt und eingeweiht wurde. Der Entwurf stammte von dem Oberhausener Architekten Franz Börgershausen. Die Kirche entstand auf einem Grundstück, das das Generalvikariat bevorzugt hatte und vom Landwirt Albert Müller der Gemeinde geschenkt worden war. 1898 wurde das Pfarrhaus Franziskushaus errichtet, das heute ein Wohnheim der Caritas ist. Außerdem wurde in diesem Jahr die erste Glocke geweiht.
Mit der Einführung des Rektors Andreas Jacquorie erlangte St. Antonius zunächst den Status eines eigenen Pfarr-Rektorats. Am 1. November 1903 wurde St. Antonius zur eigenständigen Pfarrei erhoben; Joseph Hammels, späterer Weihbischof in Köln, wurde der erste Pfarrer. Er eröffnete den Kindergarten St. Antonius und ließ weite Teile des neuromanischen Gebäudeensembles am Antoniusplatz errichten, das bis heute besteht. Neben dem bereits errichteten Franziskushaus und der Antoniuskirche selbst gehören zu dem Ensemble auch das Gebäude der 1903 eingerichteten Bibliothek St. Antonius, das heutige Gebäude der Italienischen Gemeinde im Bistum Essen sowie das heutige Gemeindehaus. Dieses wurde ursprünglich als Wohnstätte von Schwestern des Johannesbundes errichtet und von ihnen aus unbekannten Gründen nach dem heiligen Bernhard von Clairvaux Bernardushaus genannt. 1905 wurden außerdem zwei weitere Glocken der Kirche geweiht.
1926 plante man einen Erweiterungsbau der Kirche, da sie zu klein für die gewachsene Gemeinde geworden war und durch die Neubauten um den Antoniusplatz herum der Glockenturm nicht mehr zu sehen war. Der Hagener Architekt Georg Spelling zeichnete Pläne für einen hohen Kirchturm. Sie wurden wegen der veranschlagten Kosten von 75.000 Reichsmark jedoch wieder aufgegeben.
Im Zweiten Weltkrieg erlitt das Gotteshaus große Verwüstungen: Am 27. April 1943 wurde St. Antonius von einer Brandbombe getroffen und wie sieben weitere Kirchen der Stadt Oberhausen schwer beschädigt, die Innenausstattung brannte aus, und große Teile der Westfassade wurden zerstört.
Nach dem Krieg baute man ab 1947 den Innenraum von St. Antonius wieder auf. Die wiederhergestellte Pfarrkirche wurde 1950 neu geweiht. 1957 erhielt die Kirche auch wieder eine Orgel, man ersetzte die zerbrochenen Fenster jedoch nur durch einfaches Glas. Pfarrer Reiner Sulliga entwarf mit der Künstlerin Hildegard Bienen neue Fenster, die bis in die 2000er Jahre Stück für Stück eingesetzt wurden.
1958 wurde die Pfarrei St. Antonius wie das gesamte Dekanat Alt-Oberhausen Teil des neugegründeten Ruhrbistums Essen, 1968–1970 wurde unter Pfarrer Franz Düsterhus im Süden Alstadens die Kirche St. Hildegard am Ruhrpark errichtet. Ursprünglich plante man, zunächst einen eigenen Pfarrbezirk und später eine eigene Pfarrei St. Hildegard einzurichten, diese Pläne wurden jedoch nicht ausgeführt, und St. Hildegard wurde zur Filialkirche der Alstadener Pfarrei.
Im Zuge der Umstrukturierung der Pfarreien im Bistum Essen seit 2007 wurde St. Antonius mit der Pfarrei St. Peter im Norden Alstadens zur Großgemeinde St. Antonius zusammengefasst, die fortan Teil der Pfarrei Herz Jesu Oberhausen ist. St. Hildegard wurde als „weitere Kirche“ eingestuft, am 12. August 2007 profaniert und ein Jahr später abgerissen. St. Peter blieb lange Filialkirche der Gemeinde, wurde aber 2021 außer Dienst gestellt und profaniert.
Die Gemeinde St. Antonius Alstaden ist mit 7.420 Mitgliedern eine der größten im gesamten Bistum. 2018 gab es hier 76 Taufen – so viele wie in keiner anderen Gemeinde – und ebenfalls weit überdurchschnittlich viele Erstkommunionkinder sowie Trauungen.

## Architektur
St. Antonius wird oft ohne Beleg als kleinste Gemeindekirche in Oberhausen bezeichnet. Von außen erscheint sie als recht bescheidener Bau und liegt eher zurückgezogen auf dem Antoniusplatz, umgeben von weiteren Gebäuden der Gemeinde.
Es handelt sich um eine dreischiffige neuromanische Basilika aus rotem Backstein-Mauerwerk. Die fast geostete Kirche wird im Obergaden von Rundbogenfenstern, an der Westseite durch Rundbogenfriese und innen durch rundbogige Arkaden beherrscht. Der Chor ist als Fünfachtelschluss gestaltet. Im Südwesten erhebt sich ein verhältnismäßig niedriger, viergeschossiger Kirchturm mit Blendnischen, Rundbogenfries und Pyramidendach. Auf der südlichen Seite des Chors ist die Sakristei direkt an die Kirche gebaut, die direkt an die Räumlichkeiten der Pfadfinder St. Antonius stößt.
Im Norden ist der Kindergarten St. Antonius direkt an den Chor gebaut; er wiederum bildet einen Gebäudekomplex mit dem Bernardushaus, dem Gemeindehaus.
Es gibt lediglich auf der Westseite Kircheneingänge von außen. An deren vier Türgriffen befinden sich Plastiken von Bibelstellen: am linken (d. h. eher nördlichen) Seiteneingang das Gleichnis vom Kamel im Nadelöhr (weshalb diese Tür oft Kamelpforte und das gesamte Schiff Kamelschiff genannt wird), am rechten (d. h. eher südlichen) Seiteneingang das Gleichnis vom Sämann (Bezeichnung der Tür: Sämannpforte) sowie am Haupteingang links das Gleichnis vom barmherzigen Samariter und rechts die Erzählung der Fußwaschung.
Die Marienkapelle schmückt seit 2020 eine Ikone, die der Schwarzen Madonna von Tschenstochau nachempfunden ist und deren Alter unbekannt ist. Sie wurde im frühen 20. Jahrhundert von polnischen Einwanderern mit nach Alstaden gebracht und befand sich bis Oktober 2020 in der Peterskirche. Mit der Übersiedlung der polnischsprachigen Gemeinde an die Antoniuskirche wurde auch die Schwarze Madonna in die zentrale Alstadener Kirche gebracht.

## Ausstattung
Die Antoniuskirche gilt als Beispiel für eine alte, aber dennoch zeitgemäß wirkende Kirche. Dies liegt an der modernen Kirchenausstattung und den Kunstverglasungen der Fenster.

### Altar
Der Altar besteht aus Bronze und wurde von Hildegard Bienen gestaltet. Der Unterbau zeigt einen Weinberg, an den Seiten sind Motive aus der Bibel zu erkennen. Im Altar befinden sich Reliquien des heiligen Märtyrers Quirinus sowie von Märtyrern aus der Gesellschaft des heiligen Gereon und aus der Gesellschaft der heiligen Ursula, die aus dem alten Altar der Kirche übernommen wurden. Kardinal Hengsbach weihte den Altar 1982 ein.

### Seitenaltare
Am rechten Seitenaltar befindet sich ein Mosaik der Schutzmantelmadonna von Johannes Geulen, am linken Seitenaltar ist ein weiteres Mosaik von Geulen, das den heiligen Josef von Nazaret zeigt. Eine Besonderheit dieses Mosaikes stellen die rauchenden Schlote im Hintergrund dar, die auf die Industrie im Ruhrgebiet verweisen, deren Schutzheiliger Josef ist.

### Statue
Im Chorraum befindet sich eine Statue des heiligen Antonius aus Teakholz, die von dem Gerolsteiner Künstler Alfred Tombers entworfen wurde.

### Orgel
Die erste Orgel wurde beim Bau der Kirche eingesetzt und 1929 durch eine neue Orgel ersetzt. Diese wurde 1943 zerstört. Am 23. Juni 1957 wurde die dritte, bis heute erhaltene Orgel eingeweiht, die von der Firma Orgelbau Romanus Seifert & Sohn in Kevelaer gebaut und 1975 erweitert wurde.

### Glocken
Die ersten Glocken der Kirche mussten Ersten Weltkrieg 1917 abgegeben werden, da die enthaltenen 347 kg Bronze für die Rüstungsindustrie benötigt wurden. Seitdem läutete in St. Antonius nur eine Notglocke.
Heute hängen im Turm vier Glocken, die 1958 von der Gießerei Petit & Gebr. Edelbrock hergestellt und am 8. Juni geweiht wurden. Ihre Namen sind St. Antonius, St. Barbara, St. Josef und Himmelskönigin. Das Geläut wurde mit dem der benachbarten Evangelischen Kirche Alstaden abgestimmt, um nicht in Disharmonie zu geraten.
Technische Daten der Glocken:
| Name           | Datierung/ Gussjahr | Inschrift Auf allen Glocken befindet sich ein Bild des Patrons                                   | Ø (mm) | Masse (kg, ca.) | Schlagton (HT-1⁄16) |
| Antonius       | 1958                | DER GLOCKE FROMMER GRUSS/ PREIST ST. ANTONIUS. SIE SCHALL ZU GOTTES RUHME/ IN DIESEM HEILIGTUME. | 950    | 480             | gis1 +3             |
| Barbara        | 1958                | ST.BARBARA HEISSE ICH, DEN BERGMANN BESCHÜTZE ICH, UND JEDEN ERMAHNE ICH: ZUM TODE BEREITE DICH  | 832    | 330             | ais1 +3             |
| Josef          | 1958                | ST. JOSEF ZU EHREN KLINGT MEIN GELÄUT, BEHÜT DIE GEMEINDE VOR NOT UND VOR LEID.                  | 783    | 280             | h1 +3               |
| Himmelskönigin | 1958                | ALLE TAGE SING UND SAGE LOB DER HIMMELSKÖNIGIN:                                                  | 690    | 190             | cis2 +3             |

### Fenster
Die Antoniuskirche ist für die Kunstverglasungen ihrer Kirchenfenster überregional bekannt, die ab 1979 durch die Künstlerin Hildegard Bienen in Zusammenarbeit mit dem damaligen Pfarrer Reiner Sulliga entworfen wurden. Sie ersetzten einfache farblose Verglasungen, die statt der 1943 bei einem Luftangriff zerstörten eingesetzt worden waren. Die Pfarrei sammelte jahrelang Spenden, um immer dann, wenn genug Geld vorhanden war, ein weiteres der geplanten Fenster ausführen und einsetzen zu lassen. Ein Fenster wurde nach einer Beschädigung durch Vandalismus 2020 ersetzt.
Über den Seiteneingängen sind zwei Heiligenbilder zu sehen, links die heilige Hildegard von Bingen, Patronin der ehemaligen Filialkirche von St. Antonius, rechts der heilige Antonius von Padua, Patron der Kirche selbst; über dem Haupteingang ist eine Darstellung von Christus als Weltenrichter angebracht, umgeben von den Symbolen der vier Evangelisten.
In den Seitenschiffen befinden sich je fünf Ornamente mit den Motiven „Baum mit Vögeln“, „Kerze“, „Ähren“, „Feuer“, „Regen“, „Gefäße“, „Arche Noah“, „Fische“ und „Sträucher“ sowie eine freie Komposition, während im Chorraum fünf freie Kompositionen mit dem lockeren Thema „Ähren“ sind.
Die Marienkapelle rechts neben dem Haupteingang wird durch eine Rosette mit Motiven der Bibelstellen Verkündigung an Maria, Maria bei Elisabeth, Geburt Jesu, Darstellung des Herrn und Der zwölfjährige Jesus im Tempel geschmückt, am Treppenaufgang zur Orgel sieht man eine Abbildung der heiligen Cäcilia von Rom, der Patronin der Kirchenmusik. Im Obergaden befinden sich zwölf 3,2 m² große freie Kompositionen unter dem Titel Die zwölf Tore Jerusalems.
Das „Markenzeichen“ der Kirche, das auch von den meisten Kirchenbesuchern als am eindrucksvollsten beschrieben wird, ist die Pfingstrosette (eigentlicher Name: Geistsendung), die sich direkt über der Orgel befindet und die Kirche zur Abendstunde in rötliches Licht taucht. Sie wurde zwar von Hildegard Bienen entworfen, aber mangels genügend Geld erst lange nach ihrem Tod – als letztes Fenster – in die Antoniuskirche eingesetzt.

## Priester der Kirche
| Wirkungszeit | Titel   | Name                             | Bemerkungen                                                                                    |
| ------------ | ------- | -------------------------------- | ---------------------------------------------------------------------------------------------- |
| 1897–1903    | Rektor  | Andreas Jacquorie                | später Pfarrer an Herz Jesu (1903–1911), gestorben in Lannesdorf bei Bad Godesberg, Stadt Bonn |
| 1903–1912    | Pfarrer | Joseph Hammels                   | später Weihbischof in Köln                                                                     |
| 1912–1919    | Pfarrer | Wilhelm Vinnbruck                |                                                                                                |
| 1919–1953    | Pfarrer | Geistlicher Rat Ludwig Causemann |                                                                                                |
| 1953–1965    | Pfarrer | Heinrich Denne                   |                                                                                                |
| 1965–1979    | Pfarrer | Franz Düsterhus                  |                                                                                                |
| 1979–2006    | Pfarrer | Reiner Sulliga                   |                                                                                                |
| seit 2007    | Pastor  | Marko Bralic                     | zuvor Pfarrer von St. Peter                                                                    |

## Galerie

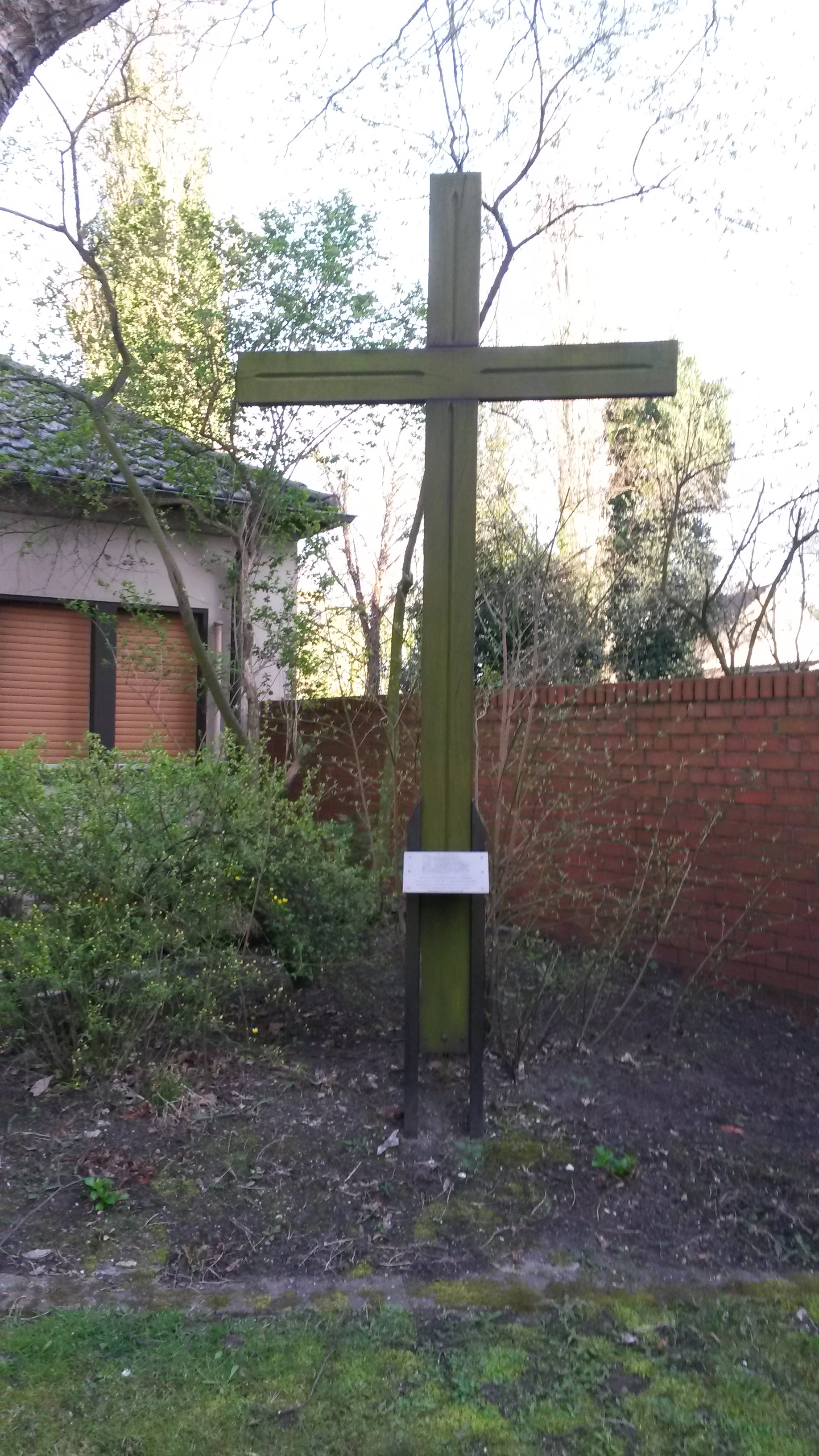
Das Kreuz vor der Sakristei (früher Kreuz der Hildegardkirche)
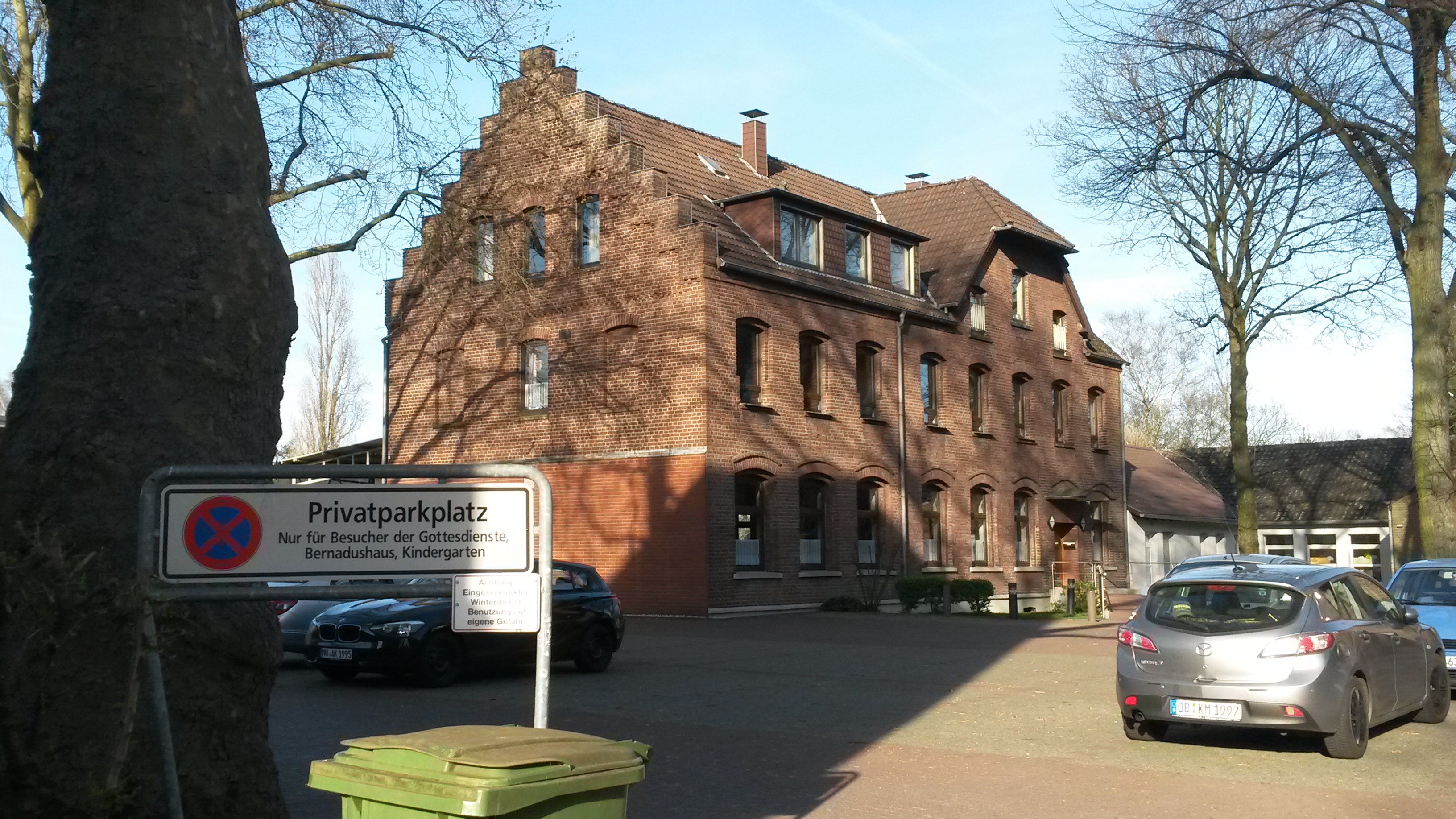
Das Bernardushaus und der Anbau des Kindergartens (im Vordergrund fehlerhaftes Schild)